# Клецк
Клецк (на беларуски: Клецк; на руски: Клецк; на полски: Kleck) е град в Беларус, административен център на Клецки район, Минска област. Населението на града е 11 483 души (по приблизителна оценка от 1 януари 2018 г.).

## История
За пръв път селището е упоменато през 1127 година, през 1940 година получава статут на град.